# Ёсидзава, Акира
Акира Ёсидзава, в русскоязычных источниках встречается написание Йошизава (яп. 吉澤 章 Ёсидзава Акира, 14 марта 1911 — 14 марта 2005) — мастер оригами, который внёс большой вклад в развитие этого искусства в современном мире.

## Биография
Акира Ёсидзава родился в городе Каминокава японской префектуры Тотиги, в небогатой крестьянской семье. В 13 лет он оставил дневную школу и поступил на работу, однако продолжал обучение в вечерней школе. В 22 года Ёсидзава устроился работать на машиностроительный завод. Он стал чертёжником и обучал новичков начертательной геометрии, складывая для пояснения фигурки оригами. Хозяева завода были настолько впечатлены его мастерством, что позволили ему заниматься оригами в рабочее время.
Во время Второй мировой войны Ёсидзава поступил в санитарный корпус и работал в военном госпитале в Гонконге. Он не оставлял своё увлечение оригами и украшал кровати раненых яркими бумажными фигурками. После войны в его жизни наступил тяжёлый период: его жена, с которой он заключил брак незадолго до войны, умерла, и он несколько лет жил в своей родной префектуре Тотиги, где перебивался случайными заработками.
Только в 1951 году Ёсидзава получил возможность заявить о своём искусстве. Журнал «Асахи Граф» решил проиллюстрировать одну из своих статей бумажными фигурками животных китайского календаря. Редактор журнала, Тадасу Иидзава, обратился к Ёсидзаве, который выполнил работу настолько мастерски, что номер «Асахи Граф» за январь 1952 года произвёл фурор, а автор фигурок очень быстро стал известен как в Японии, так и за её пределами.
В 1954 году в Японии вышла его первая книга «Новое искусство оригами», и в этом же году он основал Международный Центр Оригами в Токио. Ёсидзава разработал азбуку оригами и написал 18 книг по оригами и изобрёл технологию мокрого складывания, по которой можно складывать красивые фигурки оригами с округлыми формами из плотной бумаги. Часто можно встретить упоминание, что он придумал более 50 000 моделей оригами, хотя это, очевидно, невозможно. В книгах опубликовано лишь около 300 схем Ёсидзавы. Первоисточник ошибки неизвестен, вероятно, при одном из ранних переводов с японского 500 превратились в 50 000.
В 1983 году император Японии Хирохито наградил его Орденом Восходящего солнца, одной из высших наград Японии.
Ёсидзава умер 14 марта 2005 года в токийской больнице Огикубо от осложнения пневмонии в день, когда ему исполнилось 94 года.

## Техника
Ёсидзава был пионером многих методов, в том числе мокрого складывания. В этой технике бумага смачивается перед складыванием, позволяя создавать более округлый и скульптурный вид. Это, по мнению многих, является сменой парадигмы родов, что позволило оригами стать формой искусства, в отличие от причудливых странностей народных промыслов.